# Фронт Украинской революции
Фронт Украи́нской револю́ции (укр. Фронт Української Революції) — украинское повстанческое военное формирование, которое действовало в течение 1942—1943 годах на Волыни, сотрудничая с другими украинскими повстанческими группировками, такими как «Полесская сечь» и обе фракции ОУН.

## Формирование
Появление Фронта Украинской революции вместе с другими партизанскими национальными формированиями летом-осенью 1942 года на Волыни стало прямым последствием усиления немецкого оккупационного террора в Украине, окончательного поражения вермахта под Сталинградом, началом организованного вооружённого повстанческого движения на Украине.
Фронт Украинской революции образовался под руководством Владимира Яворенко — бывшего советского офицера. В начале Великой Отечественной войны, Как и многие другие советские офицеры и солдаты, лейтенант Яворенко попал в окружение, но, избежав плена, присоединился к повстанческому движения. В течение зимы-весны 1942 года находился в бандеровском подполье на Восточном поприще, в Днепропетровской области, хотя сам членом Организации украинских националистов не был. Позже, разочаровавшись в весьма радикальных формах и методах деятельности ОУН (б), он разрывает контакты с националистическим подпольем и возвращается в родные края, где активно участвовал в организации партизанского отряда, который получил название «Фронт украинской революции».
Основу отряда составляли такие же, как и он, бывшие красноармейцы и представители украинских националистов, которые отошли от бандеровцев. По примеру в Красной армии, в отряде был свой политрук Остап, который проводил политическую работу с бойцами и населением на принципах приверженности демократическим идеалам и традициям национально-освободительной борьбы 1917—1921 годов на Украине.
Движение активно поддержали крестьяне, уставшие от жестокости немецкой оккупации, масштабных экспроприаций зерна и другой сельскохозяйственной продукции.

## Деятельность
До начала 1943 года Фронт Украинской революции занимался преимущественно пропагандистско-агитационной деятельностью, сбором оружия и амуниции, налаживанием связей с другими партизанскими отрядами. Первой антинацистской акцией ФУР следует считать атаку на Кременецкую уездную типографию в декабре 1942 года с целью захвата её оборудования. В начале 1943 года Фронт украинской революции также совершил несколько успешных боевых рейдов на Галичину.
В оперативно-тактическом плане Фронт украинской революции сотрудничал с Украинской национально-революционной армией Тараса Бульбы-Боровца, действовавшей с весны 1942 года на Полесье и вооруженными формированиями ОУН (м) и ОУН (б) (Бандеры), которые возникли в феврале 1943 года на Кременетчине. Совместными усилиями националисты защищали украинские села от немецких оккупантов, советских партизан и польских отделов Армии Крайовой (АК).
К маю 1943 подконтрольная территория Фронта украинской революции ограничивалась селами Барсуки, Снигиревка и несколькими хуторами Лановецкого района, а городом постоянной дислокации его штаба был хутор Красная. Яворенко был противником больших отрядов, всегда при нём было около двух десятков боевиков. На время акций он собирал несколько сотен своих сторонников, которые после окончания операции расходились по соседним селам.
ФУР имел собственную типографию и издавал агитационные материалы.

## Ликвидация
С самого начала своего существования Фронт Украинской революции имел напряжённые отношения с бандеровским крылом Организации украинских националистов из-за его стремления объединить все повстанческие отряды под своим руководством. Это привело к недоразумениям Фронта Украинской революции с отрядом ОУН (б) во главе с «Вороном», с которым Владимир Яворенко не раз заключал военные соглашения о совместных действиях и даже в течение нескольких месяцев 1943 года вместе со своим отрядом на правах боевой сотни воевал под его руководством. Однако окончательно разорвать союз с бандеровцами Яворенко решился только в начале июня 1943 после неудачного совместного рейда с военным отрядом Украинской повстанческой армии на Восточную Украину. Потеряв в боях с немцами примерно 50 бойцов, остатки его отдела в составе 80 человек перешли на сторону мельниковцев.
Но военный союз с ОУН Мельника был непродолжительным. 6 июля 1943 года  в Кременецкой области местный партизанский отряд мельниковцев во главе с Николаем Недзведзким («Хреном») был окружён и разоружён бандеровцами. Чтобы сохранить свою самостоятельность, летом 1943 года Яворенко идёт на союз с Бульбой-Боровцом. Однако осенью того же года он был вынужден распустить людей и уйти в подполье, где и погиб в конце того же года, вероятно, убит Службой безопасности ОУН(б).
В сентябре 1943 года остатки Фронта Украинской революции частично вступили в Украинскую повстанческую армию или в Украинский легион самообороны.